# Tămădău Mare
Tămădău Mare là một xã thuộc hạt Călărași, România. Dân số thời điểm năm 2002 là 2614 người.